# Lani Hall

Lani Hall (2012)

Lani Hall (* 1. November 1945 in Chicago, Illinois) ist eine US-amerikanische Sängerin.

## Leben und Wirken
Von 1966 bis 1970 war sie Lead-Sängerin von Sérgio Mendes & Brasil ’66. Ihr Album Fool on the Hill war 1968 für den Grammy Award in der Sparte Best Contemporary-Pop Performance, Vocal Duo or Group nominiert. 1982 begann sie eine Solo-Karriere und veröffentlichte seitdem mehrere Latin-Pop-Alben. Für ihr Solo-Debüt Lani erhielt sie 1984 eine Grammy-Nominierung, 1986 konnte sie den Preis für ihr Album Es fácil amar gewinnen. Neben ihrer Musikkarriere  schrieb sie Romane und produzierte eine Fernseh-Dokumentation über ihren Mann, den Musiker und Gründer des Plattenlabels A&M Records Herb Alpert.
Nach mehrjähriger Auszeit, die sie u. a. mit der Erziehung ihrer Tochter verbracht hatte, kehrte sie 1998 mit dem Album Brasil nativo ins Rampenlicht zurück. Zuletzt veröffentlichte Lani Hall I Feel You (2011) und Steppin’ Out (2013), jeweils Alben mit ihrem Mann Herb Alpert, mit dem sie seit 1973 verheiratet ist. Für Steppin’ Out erhielt Lani Hall 2014 erneut einen Grammy.

## Diskografie

### Alben

#### Alben mitSérgio Mendes& Brasil '66
- 1966: Herb Alpert Presents Sérgio Mendes & Brasil '66
- 1967: Equinox
- 1968: Look Around
- 1968: Fool on the Hill
- 1969: Crystal Illusions
- 1969: Ye-Me-Lê
- 1970: Live at Expo ’70
- 1971: Stillness

#### Soloalben
- 1972: Sun Down Lady
- 1975: Hello It’s Me
- 1976: Sweet Bird
- 1979: Double or Nothing
- 1980: Blush
- 1981: A Brazileira (portugiesisch)
- 1982: Albany Park
- 1982: Lani (spanisch)
- 1984: Lani Hall (spanisch)
- 1984: Collectibles
- 1985: Es fácil amar (spanisch)
- 1987: Classics Volume 19
- 1987: Lo mejor de Lani (spanisch)
- 1998: Brasil Nativo

#### Alben mitHerb Alpert
- 1978: Herb Alpert / Hugh Masekela
- 2009: Anything Goes (Livealbum)
- 2011: I Feel You
- 2013: Steppin’ Out

### Singles
- 1976: Send In the Clowns
- 1980: Come what May
- 1981: Where’s Your Angel?
- 1982: Te quiero así  (spanisch) (Duett mit José José)
- 1983: I Don’t Want You to Go (zuerst veröffentlicht auf ihrem Album Blush, erneut veröffentlicht als Bearbeitung von Herb Alpert)
- 1983: Never Say Never Again, Album Michel Legrand: Never Say Never Again (Soundtrack), James-Bond-Titelsong aus dem Film „Sag niemals nie“
- 1983: Para vivir así (spanisch)
- 1985: De repente el amor  (spanisch) (Duett mit Roberto Carlos)
- 1985: Un amor así  (spanisch) (Duett mit José Feliciano)
- 1998: Mas que nada (portugiesisch)
- 1998: Waters of March